# Rudolf Weber
Rudolf Weber (n. 1890, Sighișoara- d. 1918, Stiria, Austria) a fost un aviator de elită austriac, căruia îi sunt creditate 6 victorii.
Rudolf Weber s-a înrolat în armată în 1911 și a fost trimis pe frontul din Rusia în 1914. După ce a fost transferat la Aviație, a fost antrenat la zbor ca și observator în ianuarie 1916. Cu unitatea Flik 25 pe frontul rusesc, Weber a avut prima victorie pe data de 12 iunie 1916, dar a fost rănit grav la față de șrapnel. După ce s-a însănătoșit, a devenit pilot alăturându-se unității Flik 2 în primăvara anului 1917. Cu această unitate a mai avut 5 victorii, înainte de a deveni comandantul unității Flik 102G la începutul anului 1918. Când războiul se terminase, Weber se întorcea acasă într-un automobil capturat când a fost ucis de către o patrulă a unei miliții voluntare la un control în Stiria, Austria.